# Il Tempo (1899)
Il Tempo fu un quotidiano fondato a Milano nel 1899 da Raffaele Gianderini e da lui diretto per almeno un anno. La direzione passò successivamente  a Gustavo Chiesi. Chiesi, dirigente nazionale del Partito Repubblicano, fautore della creazione di una coalizione di sinistra, indirizzò il giornale verso le sue idee politiche.
Intorno al marzo 1902, il giornale a rischio bancarotta fu rilevato e salvato dal duo imprenditoriale-bancario formato da Giuseppe Pontremoli e Luigi Della Torre. La nuova proprietà affidò il giornale al socialista riformista Claudio Treves. Treves lasciò la direzione nel 1910 per assumere la guida dell'«Avanti!», l'organo ufficiale del PSI.

## Direttori
- Raffaele Gianderini (1899 - ?)
- Gustavo Chiesi (2 agosto 1901 - 13 aprile 1902)
- Claudio Treves (13 aprile 1902 - 1910)